# Miroslav Okál
Miroslav Okál (* 10. April 1970 in Gottwaldov, Tschechoslowakei) ist ein ehemaliger tschechischer Eishockeyspieler. Von 1988 bis 2008 spielte er für den HC Zlín in der tschechischen Extraliga.

## Karriere
Miroslav Okál begann mit dem Eishockeysport in seiner Heimatstadt beim TJ Gottwaldov. Am 28. April 1988, kurz nach seinem 18. Geburtstag, debütierte er im letzten Hauptrundenspiel für die Herrenmannschaft des Vereins gegen Kometa Brno, wobei er zum 7:4-Sieg ein Tor beisteuerte. Danach wechselte er für zwei Jahre zum slowakischen Klub TJ Topolčany, kehrte aber 1991 zu seinem Stammverein zurück. Seither gehörte er ausschließlich dem Kader des heutigen HC Zlín an und absolvierte insgesamt 824 Spiele in der Extraliga und der höchsten Spielklasse der ČSSR, der 1. Liga, in denen ihm 218 Tore gelangen. So viele Spiele hat kein anderer Spieler in Tschechien für ein und denselben Verein absolviert.
Zudem fungierte er seit Beginn der Saison 1998/99 als Kapitän der Mannschaft aus Zlín. 1995, 1999 und 2005 erreichte er mit Zlín die tschechische Vizemeisterschaft. Am Ende der Saison 2003/04 gelang unter seiner Führung der Gewinn des Meistertitels, dem größten Erfolg der Vereinsgeschichte. Nach der Spielzeit 2007/08 beendete Okál seine Karriere aufgrund einiger Verletzungen 20 Jahre nach seinem Debüt in der 1. Liga. Am 11. September 2008 wurde ihm zu Ehren seine Trikotnummer 60 gesperrt und als Banner unter die Decke des Zimní stadion Luďka Čajky gehängt.
Zum Zeitpunkt seines Karriereendes hielt er den Rekord für die meisten Spiele und die meisten Tore des HC Zlín, bei Assists lag er auf Platz vier und bei den Scorerpunkten auf Platz zwei hinter Petr Leška, der 496 Scorerpunkte in seiner Karriere für den Verein erzielte. Heute (2018) gehört Okál immer noch zu den Top-5-Spielern in der Geschichte des Vereins.

### International
Okál absolvierte insgesamt zehn Länderspiele, in denen ihm ein Tor gelang, für die tschechische Nationalauswahl. Er wurde aber nie für ein großes internationales Turnier aufgeboten.

## Erfolge und Auszeichnungen
- 1995 Tschechischer Vizemeister mit dem HC Zlín
- 1999 Tschechischer Vizemeister mit dem HC Zlín
- 2004 Tschechischer Meister mit dem HC Zlín
- 2005 Tschechischer Vizemeister mit dem HC Zlín